# ニュルンベルク (軽巡洋艦・初代)
| 「ニュルンベルク」 | |
| 艦歴               | |
| 発注               | キール海軍造船所                                                                                          |
| 起工               | 1906年 |
| 進水               | 1906年8月28日                                                                                             |
| 就役               | 1908年4月10日                                                                                             |
| 退役               | |
| その後             | 1914年12月8日に戦没。                                                                                     |
| 除籍               | |
| 性能諸元           | |
| 排水量             | 基準：3,469トン 満載：3,900トン                                                                           |
| 全長               | 117.4 m                                                                                                   |
| 水線長             | 116.8 m                                                                                                   |
| 全幅               | 13.3 m |
| 吃水               | 5.24 m |
| 機関               | ドイツ海軍式石炭専焼水管缶11基 +三段膨張型四気筒レシプロ機関2基2軸推進                                    |
| 最大出力           | 13,200shp                                                                                                 |
| 最大速力           | 23.0ノット                                                                                                |
| 航続性能           | 12ノット/4,120海里                                                                                        |
| 燃料               | 石炭：880トン                                                                                             |
| 乗員               | 322名 |
| 兵装               | 10.5cm（40口径）単装速射砲10基 5.2cm（52口径）単装速射砲8基 3.7cm（55口径）機砲10門 45cm水中魚雷発射管2基 |
| 装甲               | 主甲板：20～30mm（平坦部）、45～80mm（傾斜部）、主砲防盾：50mm（最厚部）、司令塔：100mm（最厚部）         |

ニュルンベルク (SMS Nürnberg) はドイツ海軍の防護巡洋艦であるケーニヒスベルク級小型巡洋艦の1隻。

## 艦歴
1906年8月28日進水。1908年4月10日就役。1910年に東洋艦隊に加わる。

### 第一次世界大戦

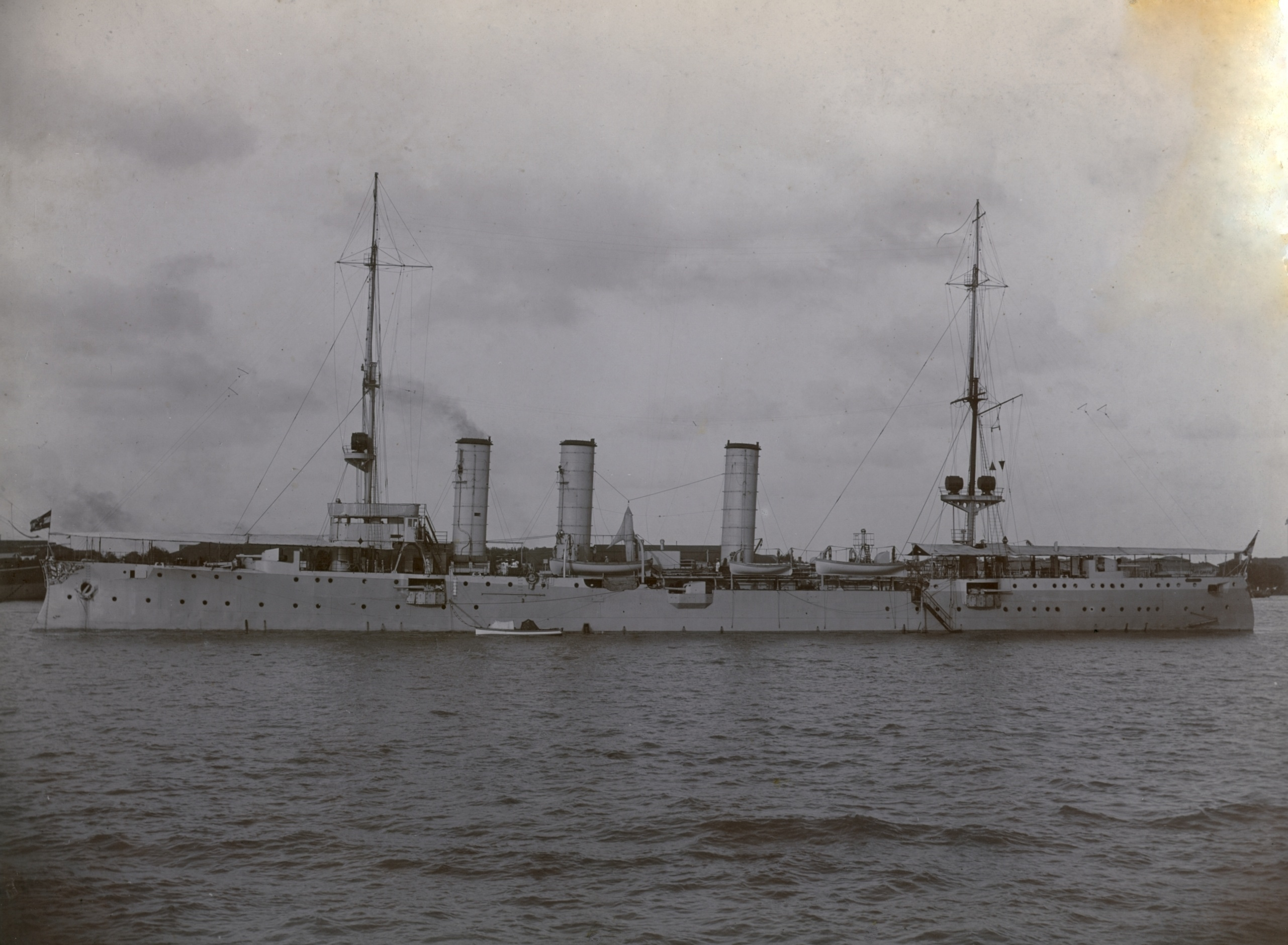
竣工時の「ニュルンベルク」。

戦争勃発前、ニュルンベルクはメキシコ水域にいた。8月6日にニュルンベルクはポナペ島で装甲巡洋艦シャルンホルスト、グナイゼナウと合流。その日のうちに3隻の巡洋艦はポナペ島を離れ、パガン島へ向かった。パガン島では巡洋艦エムデンが加わり、8月13日に4隻の巡洋艦は補給船とともにパガン島から出航した。出航後エムデンと別れ、残りの艦はマクシミリアン・フォン・シュペー提督に率いられて南西へと向かった。シュペー艦隊は8月19日にエニウェトク環礁に着き、そこで補給作業を行った。ニュルンベルクは8月22日にドイツ本国への連絡を行うためハワイへ向かった。その任務終了後9月6日にクリスマス島でシュペー艦隊と合流し、9月7日にはファニング島の通信施設を破壊した。クリスマス島に戻った後、サモアへ向かうシャルンホルストとグナイゼナウと別れ、ニュルンベルクは補給船と共にマルキーズ諸島へと向かった。シャルンホルストとグナイゼナウはアピアを訪れた後、パペーテ砲撃を行い、マルキーズ諸島でニュルンベルクと合流した。シュペー艦隊は10月3日にマルキーズ諸島を離れ、10月12日にイースター島に到着した。そこで艦隊に巡洋艦ドレスデンとライプツィヒが加わった。

### コロネル沖海戦
シュペー艦隊は10月26日にファン・フェルナンデス諸島に到着した。ニュルンベルクはバルパライソへ向かう船を護衛し、それから沖に留まり情報収集に当たった。一方、残りの艦隊も10月28日にファン・フェルナンデス諸島を離れ、単独行動中であると思われたイギリス巡洋艦グラスゴーの攻撃向かったところクリストファー・クラドック提督率いるイギリス艦隊と出会い11月1日にコロネル沖海戦が発生した。この時ニュルンベルクはバルパライソから艦隊に合流すべく向かっている途中であった。ニュルンベルクは海戦の終盤に戦場に到着し、大破していたイギリス装甲巡洋艦モンマスを沈めた。

### フォークランド沖海戦
ドイツの勝利に終わったコロネル沖海戦後、シュペーはバルパライソを訪れ、それから11月5日から11月15日までファン・フェルナンデス諸島に留まった。ファン・フェルナンデス諸島を離れたシュペー艦隊は11月21日にチリのペナス湾に着き、そこで5日間補給作業を行った。それからホーン岬を回って大西洋に入り、ピクトン島に数日留まった後フォークランド諸島攻撃へ向かった。
12月8日、シュペー艦隊はフォークランド諸島に接近し、グナイゼナウとニュルンベルクが攻撃に向かった。だが、グナイゼナウがイギリス戦艦カノーパスから砲撃を受けたためシュペーは攻撃を断念した。フォークランドからはイギリスの巡洋戦艦インヴィンシブル、インフレキシブルなどが出撃し南東へ逃げるドイツ艦隊を追撃した。イギリスの巡洋戦艦に追いつかれると、シュペーは3隻の軽巡洋艦に南へ逃げるよう命じた。それに対し、イギリス側は装甲巡洋艦ケント、コーンウォール、軽巡洋艦グラスゴーが3隻を追跡した。ニュルンベルクはケントに追跡された。ニュルンベルクはケントに追いつかれ、17時ごろには戦闘になった。18時30分頃にニュルンベルクのボイラーが爆発して速度が低下、逃走不可能となったニュルンベルクはケントからの攻撃で19時27分に沈没した（フォークランド沖海戦）。

## 参考リンク
- S.M.S. Nürnberg 本艦の説明があるページ（ドイツ語）